# Édouard Lucas
François-Édouard-Anatole Lucas (Amiens, 4 april 1842 - Parijs, 3 november 1891) was een Franse wiskundige. De Lucas-Lehmertest om te zien of een mogelijk mersennepriemgetal een priemgetal is of niet, komt mede van hem.

## Biografie
Lucas werd geboren in Amiens, en is daar opgeleid aan het Lyceum Louis Thuillier. Daarna deed hij in Douai zijn voorbereiding voor de examens voor een van de Franse elitescholen. Na een ontmoeting met Pasteur koos hij voor de École normale supérieure. Tijdens de Frans-Duitse Oorlog diende hij als officier bij de artillerie. Na deze oorlog werd hij in Parijs leraar wiskunde aan het Lyceum Saint-Louis en het Lyceum Charlemagne. Édouard Lucas stierf in Parijs als gevolg van een ongelukkig toeval. Op een banket ter gelegenheid van het jaarlijkse congres van de Association française pour l'avancement des sciences liet een ober een paar borden vallen. Een splinter raakte Lucas aan zijn wang. Een paar dagen later overleed hij aan een acute ontsteking van de diepere lagen van de huid (wondroos) als gevolg van een infectie met streptokokken. Hij is de maker van de bekende toren van Hanoi.

## Werk
Lucas bedacht methoden om te testen of een geheel getal een priemgetal is. In 1857, hij was toen 15, begon Lucas handmatig, gebruik makend van Lucas-rijen, met het testen of 2127 − 1 een priemgetal is. Pas in 1876, na 19 jaar , bleek uiteindelijk dat 2127 − 1 een priemgetal is. Dit getal bleef gedurende 75 jaar het grootst bekende mersennepriemgetal. Later verfijnde Derrick Henry Lehmer de priemtesten van Lucas en ontwikkelde de Lucas-Lehmertest voor mersennegetallen.